# Magnus Konow
Magnus Andreas Thulstrup Clasen Konow  (Melsomvik, 1 september 1887 – San Remo, 25 augustus 1972) was een Noors zeiler.
Konow nam in totaal zesmaal deel aan de Olympische Zomerspelen, tussen zijn eerste en laatste deelname zat maar liefst 40 jaar, in deze periode nam hij alleen in 1924 in Parijs en in 1932 in Los Angeles niet deel, drie spelen werden afgelast vanwege wereldoorlogen. Tijdens deze zes deelnames eindigde hij nooit slechter dan vierde plaats en eindigde hij driemaal op het podium.
In 1912 won Konow de gouden medaille in de 12 meter klasse en tijdens de volgende spelen in 1920 de gouden medaille in de 8 meter klasse. Tijdens de Olympische Zomerspelen 1936 won Konow zijn derde olympische medaille ditmaal een zilveren medaille in de 6 meter klasse.

## Olympische Zomerspelen
| Jaar | Plaats    | Resultaten                |
| ---- | --------- | ------------------------- |
| 1908 | Londen    | 4e 8 meter klasse         |
| 1912 | Stockholm | 12 meter klasse model     |
| 1920 | Antwerpen | 8 meter klasse model 1919 |
| 1928 | Londen    | 4e 8 meter klasse         |
| 1936 | Berlijn   | 6 meter klasse            |
| 1948 | Londen    | 4e 6 meter klasse         |

1908: Charles Campbell / Blair Cochrane / John Rhodes / Henry Sutton / Arthur Wood ·
1912: Thomas Aas / Andreas Brecke / Torleiv Corneliussen / Thoralf Glad / Christian Jebe
1920 (model 1907): Thorleif Holbye / Alf Jacobsen / Kristoffer Olsen / Carl Ringvold / Tellef Wagle ·
1920 (model 1919): Thorleif Christoffersen / Magnus Konow / Reidar Martiniuson / Ragnar Vik ·
1924: Rick Bockelie / Harald Hagen / Ingar Nielsen / Carl Ringvold jr. / Carl Ringvold ·
1928: Donatien Bouché / André Derrien / Virginie Hériot / André Lesauvage / Jean Lesieur / Carl de la Sablière ·
1932: Owen Churchill / John Biby / Alphonse Burnand / Kenneth Carey / William Cooper / Pierpont Davis / Carl Dorsey / John Huettner / Richard Moore / Alan Morgan / Robert Sutton / Thomas Webster ·
1936: Bruno Bianchi / Luigi De Manincor / Domenico Mordini / Enrico Poggi / Luigi Poggi / Giovanni Reggio
1908: John Aspin / John Buchanan / James Bunten / Arthur Downes / John Downes / David Dunlop / Thomas Glen-Coats / John Mackenzie / Albert Martin / Gerald Tait ·
1912: Johan Anker / Nils Bertelsen / Eilert Falch-Lund / Halfdan Hansen / Arnfinn Heje / Magnus Konow / Alfred Larsen / Petter Larsen / Christian Staib / Carl Thaulow
1920 (model 1907): Halvor Birkeland / Rasmus Birkeland / Lauritz Christiansen / Halvor Møgster / Hans Næss / Henrik Østervold / Jan Østervold / Kristian Østervold / Ole Østervold ·
1920 (model 1919): Arthur Allers / Martin Borthen / Johan Friele / Kaspar Hassel / Erik Ørvig / Olaf Ørvig / Thor Ørvig / Egill Reimers / Christen Wiese
- Virtual International Authority File: 66149196549174792554